# Zacapexco, Tlapa de Comonfort
Zacapexco är en ort i Mexiko.   Den ligger i kommunen Tlapa de Comonfort och delstaten Guerrero, i den sydöstra delen av landet, 210 km söder om huvudstaden Mexico City. Zacapexco ligger 1 514 meter över havet och antalet invånare är 253.
Terrängen runt Zacapexco är kuperad. Runt Zacapexco är det ganska tätbefolkat, med 108 invånare per kvadratkilometer. Närmaste större samhälle är Tlapa de Comonfort, 8,4 km sydost om Zacapexco. Omgivningarna runt Zacapexco är huvudsakligen savann.